# Georges Guillard
Georges Guillard, né le 19 mai 1939 à Saint-Just-la-Pendue, est un organiste français. Il fut titulaire du Grand Orgue de l'Église Notre-Dame-des-Blancs-Manteaux.

## Biographie
Georges Guillard a été longtemps titulaire des Grandes Orgues de Notre-Dame-des-Blancs-Manteaux et de Saint-Louis-en-l’Île à Paris. Fondateur et ancien responsable du Département de Musique Ancienne au Conservatoire Supérieur de Paris-CNR, il est par ailleurs docteur en musicologie : sa thèse, soutenue en 1993 sous la direction de Danièle Pistone, est intitulée L'orgue à Paris de 1964 à 1986. Professeur agrégé, il a été détaché à l’U.F.R. de Musique et Musicologie en Sorbonne (Paris-IV).
Régulièrement invité de Radio-France et des principaux Festivals de la capitale (Festival Estival, Festival d’Art Sacré), il a aussi donné de très nombreux concerts en province et en Europe. Il a également été producteur délégué à Radio-France (France-Musique) pour des cycles d’orgue. En 2002, il a lancé en l’église des Blancs-Manteaux une intégrale des Cantates de J.S.Bach qui remporte un très vif succès public, doit s’étendre sur plus de vingt ans et qui se prolonge maintenant à l’Oratoire du Louvre (Paris Ier)
Une longue pratique du splendide orgue Kern des Blancs-Manteaux, des contacts approfondis avec des facteurs (en particulier, Jürgen Ahrend, pour un projet avorté concernant St-Louis-en-l’Ile) et des interprètes spécialisés l’ont conduit à s’intéresser plus particulièrement au répertoire européen baroque et classique.
Ses recherches se sont concrétisées par des publications musicales (œuvres de G.A.Homilius, fac-simile de l’Art de la fugue de J.-S. Bach), musicologiques (nombreux articles), musicographiques (« J.-S. Bach et l’Orgue », coll. « Que sais-je ? ») ou pédagogiques (Manuel pratique d’Analyse).
Sa discographie compte plusieurs premières mondiales : en particulier l’œuvre d’orgue de Gottfried August Homilius, la première version dite « de Weimar » des chorals de Leipzig de J. S. Bach., ainsi que l’intégralité de l’œuvre vocal et instrumental de Jehan Alain en trois CD. Ces disques ont été à deux reprises couronnés par un Orphée d’Or de l'Académie du disque lyrique (en 1992 et 1996).
Son intérêt pour le répertoire contemporain l’a aussi poussé à créer en France des auteurs importants : Giacinto Scelsi, Pierre-Yves Level, Olivier Alain, Philippe Schœller, Michèle Reverdy, Jacques Castérède ou Bernard Foccroulle.

## Discographie
- Jehan ALAIN, Œuvres vocales et instrumentales (vol.1) – CD ARION  Orphée d'or 1992 de l'Académie du disque lyrique
- Jehan ALAIN, Œuvres vocales et instrumentales (vol.2) – CD ARION Orphée d'or 1996 de l'Académie du disque lyrique
- Jehan ALAIN, Œuvres vocales et instrumentales (vol.3) – CD ARION
- Hans Leo HASSLER, Pièces d'orgue et chansons polyphoniques – CD SOLSTICE
- Gaillac, l'orgue des Cavaillé avec Delphine Collot– CD REM
- Gottfried-August HOMILIUS, Œuvres d’orgue (1re  mondiale) – CD ARION
- Elisabeth JACQUET de LA GUERRE, Cantates bibliques et œuvres instrumentales, 2 CD ARION
- Elisabeth JACQUET de LA GUERRE, Pièces pour clavier transcrites à l'orgue (1re  mondiale. Orgue de la cathédrale d'Auch) - CD Jean-François Production JFP 2013

## Éditions d’œuvres musicales
- Gottfried-August HOMILIUS, Huit chorals, Paris, Ed. Musicales Transatlantiques, 1981, 22 p.
- Johann Sebastian BACH, Trio en sol mineur BWV 584, Paris, Ed. musicales Transatlantiques, 1978, 4 p.
- Johann Sebastian BACH, Choral Wo gehest du hin, extr. de la Cantate BWV 166 (transcription : GG), Paris, Ed. musicales Transatlantiques, 1981, 4 p.
- Johann Sebastian BACH, Choral Du Friedefürst, extr. de la Cantate BWV 143, (transcription : GG), Paris, Ed. musicales Transatlantiques, 1981, 2 p.
- Johann Sebastian BACH, Fantasia con fuga, BWV 904 (révision et adaptation originale pour orgue GG), Paris, Ed. musicales Transatlantiques, 1981, 10 p.
- Johann Sebastian BACH, Prélude, Fugue et Allegro, BWV 998 (transcription, adaptation et doigtés par GG), Ed. Delatour, 2002
- Johann Sebastian BACH, L’Art de la fugue, fac-similé de la copie réalisée en 1833 par Alexandre-Pierre-François BOËLY, éd. A.Zurfluh, 1985 (1re édition moderne)
- Bohuslav CERNOHORSKY, Fugue en la mineur (édition pour orgue de Georges Guillard), Ed. Delatour, 2002,
- Élisabeth JACQUET DE LA GUERRE, 1er Livre d' Orgue [3 Suites d'après les Livres de clavecin], adaptation à l'orgue par Georges Guillard, Ed. Delatour, 2002
- Johann Christoph ALTNIKOL, Sonata per il cembalo solo [Allegro, Largo, Vivace], édition restituée et annotée par Georges Guillard, Ed. Delatour, 2002
- Johann Christoph ALTNIKOL, Notenbüchlein [recueil de 7 pièces très courtes et très faciles pour débutant], Ed. Delatour, 2002
- Gottfried August HOMILIUS, Motetto à trois chœurs a cappella (1re  éd. mondiale), Ed. Delatour, 2002

Ouvrages musicologiques et pédagogiques 
- Jean Sébastien BACH et l'Orgue, Paris, P.U.F., coll. « Que sais-je ? », 1987, 128 p. Ed. épuisée (8000 exemplaires). 2e éd. chez Auguste ZurfluH, 2000. (traduit en suédois) 3e éd. chez Auguste ZurfluH, 2008.
- Manuel Pratique d'Analyse auditive, Paris, Ed. Musicales Transatlantiques, 1982, 131 p. (3e édition - avec un CD incorporé)
- Robert SCHUMANN, Album d’Orgue pour la Jeunesse, Pièces extraites de l’opus 68 et adaptées pour l’orgue sous forme de Méthode progressive, Volume 1, Éditions musicales de la Schola Cantorum, Fleurier, janvier 2013.

## Participation à des ouvrages collectifs
- Glenn Gould Pluriel, Québec, Louise Courteau, 1988, 278 p. Chapitre sur Glenn Gould, organiste paradoxal.
- Guide de la Musique d'Orgue, sous la direction de Gilles Cantagrel, Paris, Fayard, 1991, 840 p. 2e édition, 2013. Georges Guillard y a écrit de nombreux articles concernant essentiellement la musique baroque allemande (les prédécesseurs de J.S.Bach) et la musique contemporaine, en particulier Jehan Alain, Petr Eben, Bernard Foccroulle, Guy Bovet et Giacinto Scelsi.
- Jehan Alain, Livre du Centenaire, sous la direction d’Aurélie Decourt, Les Presses Franciliennes, 2012. Article : « L’orchestre « caché » de Jehan Alain ». Esquisse d’une réflexion sur J. Alain « orchestrateur », ou l’intuition d’un J. Alain orchestrateur-né.(8 pages)